# アーセナルFC
アーセナル・フットボール・クラブ（英: Arsenal Football Club、イギリス英語発音: [ˈɑːsənl ˈfutˌbɔːl klʌb]）は、イングランドの首都、ロンドンに本拠地と置くプレミアリーグに所属するサッカークラブ。ガナーズ（Gunners）の愛称で知られる。1886年に軍需工場の労働者のクラブとして創設され、チームのエンブレムには大砲が描かれている。
2003-04シーズンに達成した無敗優勝を含める3回のリーグ優勝記録（フットボールリーグ時代を含めると13回）、FAカップにおいては最多となる14回の優勝記録を持つ。ホームスタジアムはロンドンのエミレーツ・スタジアム（収容人数60,432人）。
クラブのモットーは「勝利は調和の中から生まれる（ラテン語: Victoria Concordia Crescit）」。1949年から使用されたクレストに初めて登場する。現行のクレストは2002年から使用されており、大砲の上にサンセリフ体でチーム名が書かれている。

## 歴史

### 創成期（1886年-1920年）

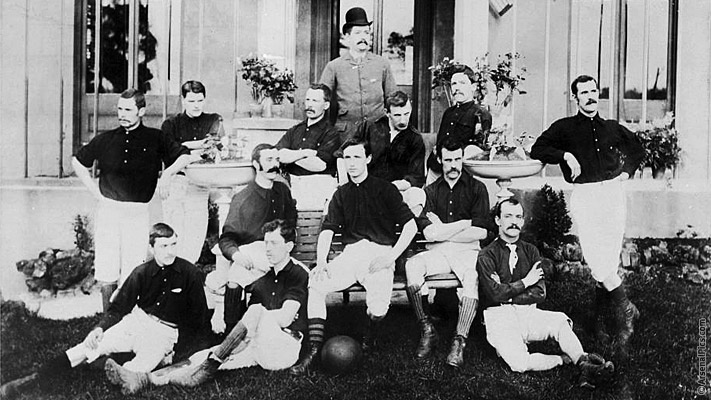
1888年のアーセナルの選手達

創立当時の1888年に用いられたアーセナルのロゴ

1886年、ロンドン南東部ウーリッジ地区にあった王立造兵廠（ロイヤル・アーセナル）の労働者がダイアル・スクエア（Dial Square）のチーム名で結成した。1886年12月11日に初めての試合をイースタン・ワンダラーズと行い、6-0で勝利。しばらくしてロイヤル・アーセナル（Royal Arsenal）と名称を変更した。1891年にプロ化を果たし、1893年にウーリッジ・アーセナル（Woolwich Arsenal）へと改称、フットボールリーグ2部に加盟すると、1904年に1部へ昇格した。地理的要因により集客力が悪かった影響で、1910年に破産状態に陥り、ヘンリー・ノリスに買収された。ノリスは2部に降格後の1913年、チームをロンドン北部のハイベリー地区にあったアーセナル・スタジアムに移転させると、1914年に名称から「ウーリッジ」が外され、現在の名称となった。
1919年に5位でシーズンを終えるも、近隣のライバルであるトッテナム・ホットスパーを差し置いて1部昇格を果たす。これが両チームの激しいライバル関係の端緒となったという見方もある。

### ハーバート・チャップマンの時代（1925年-1940年）
1925年、ハーバート・チャップマンが監督に就任する。チャップマンによる革新的な戦術やトレーニング法の導入、アレックス・ジェームスやクリフ・バスティンといったスター選手の獲得が、1930年代にアーセナルがイングランドサッカーを支配する礎となった。チャップマンの下で1929-30シーズンに初のFAカップ優勝、1930-31シーズンに初のフットボールリーグ優勝を果たす。
スタジアム最寄りの地下鉄の駅名を「ギレスピー・ロード」から「アーセナル」へと変更させたのもチャップマンの手腕によるものと言われている。ロンドンの地下鉄の中でサッカークラブのチーム名が駅名となっているのはアーセナルだけである。
夜間の試合のためにハイベリーのウェストスタンドに投光照明器を採用したのもチャップマンがリーグで初めてであったが、イングランドサッカー協会はその使用を50年代まで認めなかった。
リーグにおいて選手の背番号制を初めて導入したのもチャップマンである。アーセナルだけでなくサッカーの近代化に大きな貢献をしたチャップマンは、1934年に肺炎で急逝した。その死後ジョー・ショー、続いてジョージ・アリソンが監督を引き継ぎ、2人の下でアーセナルはチャップマン時代の1932-33、1933-34シーズンを含めたリーグ3連覇、2回のリーグ優勝（1934-35、1937-38シーズン）と2回のFAカップ優勝を果たした。しかし、1939年9月の第二次世界大戦の勃発と共にリーグは中断を余儀なくされた。

### 戦後初のダブル、フェアーズカップ（1947年-1980年）

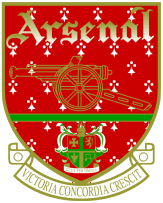
1949年から2002年にかけて用いられていたエンブレム

第二次世界大戦後、アリソンの後を継いだトム・ウィタカーの下でも1947-48、1952-53の2回のリーグ優勝、1949-50のFAカップ優勝を成し遂げるが、その後チームは、50年代はメジャーなタイトルを獲得することなく終わる。
1966年、クラブのフィジオセラピストだったバーティー・ミーが予想外に監督へ抜擢されると、2度のリーグカップ準優勝を経て、1969-70にクラブ史上初のヨーロッパでのタイトルとなるインターシティーズ・フェアーズカップを獲得。更に1970-71にリーグ優勝とFAカップ優勝のダブルを達成した。ダブルを達成したメンバーが徐々にチームを離れていくと、1970年代はタイトル獲得の一歩手前で足踏みするシーズンが続く。リーグ2位、3度のFAカップ準優勝、UEFAカップウィナーズカップ準優勝がこの間の成績で、獲得したタイトルは1978-79シーズンのFAカップである。マンチェスター・ユナイテッドを終了間際のゴールにより3-2で破ったこの試合は、アーセナルの歴史における名勝負の一つに数えられている。

### ジョージ・グラハムの時代（1986年-1995年）
1986年に就任したジョージ・グラハムは元アーセナルの選手であり、クラブに第3の黄金期をもたらした。就任1年目に初のリーグカップ優勝。1988-89シーズン、アラン・スミス がリーグ得点王となる23得点を挙げ、シーズン最終節で優勝を争っていたリヴァプールをその本拠地アンフィールドでロスタイムに下すという劇的なものだった。1990-91シーズンには、アラン・スミスが22得点で得点王に輝く活躍もあり、1敗のみでリーグ優勝を達成している。
1992-93シーズン、1部リーグはFAプレミアリーグとして開幕したが、リーグでは10位と低迷する。このシーズンは「フェイマス4」と呼ばれた4バック（トニー・アダムス、ナイジェル・ウィンターバーン、リー・ディクソン、マーティン・キーオン）とゴールキーパーのデビッド・シーマンを擁して堅固な守備を武器に引いて守る戦術を採ったことが裏目に出たことで、1992年12月から1993年3月までの11試合において、スコアはどちらかのチームが1か0の試合が続き、他チームのサポーターや攻撃的サッカーを好む一般のマスコミからは「1-0のアーセナル」「退屈で守備的サッカーを展開するチーム」などと揶揄された。その一方で、カップ戦ではこの戦術が上手くハマったことで、イアン・ライトらの活躍でFAカップとリーグカップを獲得。
1993-94シーズンは、守備的過ぎた戦術を修正したことでリーグでは4位と復調し、ヨーロッパの舞台ではアラン・スミスのゴールでカップ・ウィナーズ・カップを獲得。
1994-95シーズンはチームの歯車が狂い始め、UEFAスーパーカップではACミランに敗北、リーグ戦でも低迷が続き、キャプテンのアダムスのアルコール中毒などのスキャンダルが露出。さらに、選手獲得の際にリベートを受け取っていたことが明らかとなって、1995年にグラハムは解雇された。
監督の後任人事は難航し、外国人監督の招聘について上層部が難色を示したことにより、英国人監督ということで、1995-96シーズンはブルース・リオッホが後任を務めた。このシーズンはデニス・ベルカンプらを獲得し、リーグ5位と復調したものの、リオッホは選手達の信頼を得るには至らなかった。
1996-97シーズン、監督の後任人事は様々な候補が挙がる中、当時名古屋グランパスエイトを率いていたアーセン・ベンゲルに監督就任を打診し合意に至るが、グランパスとの契約が残っていたため、シーズン途中の1996年10月に就任することとなった。このシーズンはベンゲルの監督就任を見越してパトリック・ヴィエラなどベンゲルが推した選手を中心に選手を獲得しており、シーズン開幕1週間前にはリオッホが獲得を希望した選手を1人も獲得出来なかったことをメディアに愚痴を言ったことでフロント陣と衝突し、リオッホは解任された。

### アーセン・ベンゲルの就任と無敗優勝（1996年-2005年）

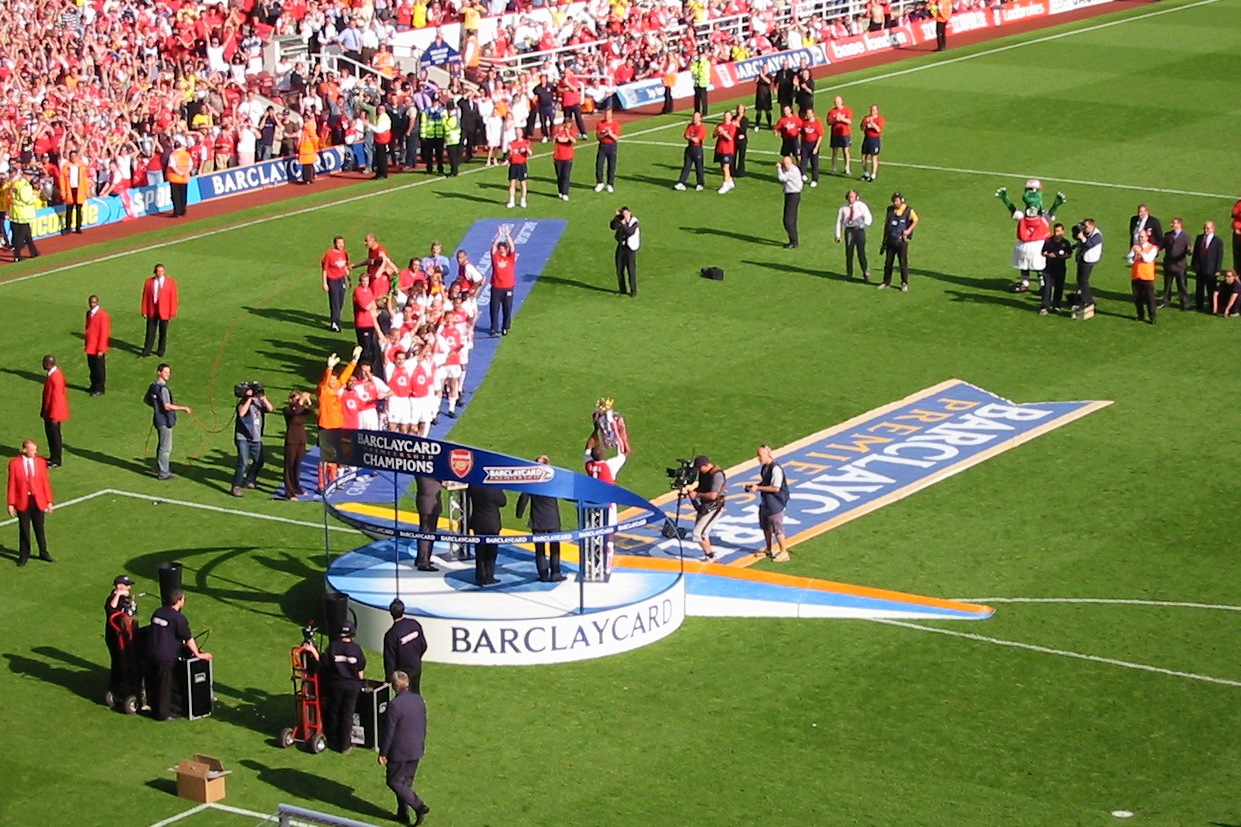
2003-04シーズン、プレミアリーグ優勝の黄金トロフィーを受け取るキャプテンのパトリック・ヴィエラ

1990年代後半から2000年代にかけての成功は、1996年に就任したアーセン・ベンゲルの手腕によるところが大きい。
ベンゲルは従来からのトレーニング法の改善、ストレッチの導入、シーズン中の禁酒及び試合前のお菓子の摂取禁止の徹底や食事制限など多岐にわたった。さらに、補強戦略ではイングランド人を補完する形で外国人選手を獲得した。
これら一連の改革は、プレミアリーグ全体にもたらしたインパクトは大きく、長らくイングランドサッカー界で蔓延ってたアルコール中毒問題の解決にも貢献することとなった。多くのチームや監督がベンゲルの影響を受けたと言われている。
ベンゲルの就任後、これら一連の改革により選手のパフォーマンス向上に繋がり、「フェイマス4」と呼ばれた4バック（トニー・アダムス、ナイジェル・ウィンターバーン、リー・ディクソン、マーティン・キーオン）とデビッド・シーマンを擁した堅固な守備陣をベースに、海外の選手を積極的に補強し、華麗なパスワークを武器にした圧倒的な攻撃力を誇るチームへと生まれ変わった。このシーズンはリーグ3位となった。
1997-98シーズンには、序盤戦は低迷するも終盤戦に怒涛の追い上げを見せて、クラブ史上2度目のリーグ優勝とFAカップ優勝のダブルを達成。
その後は無冠のシーズンが続いたが、2001-02シーズンにも3度目のダブルを果たす。2001-02シーズンのリーグ優勝は敵地マンチェスター・ユナイテッドの本拠地オールド・トラッフォードで決めたものである。特に、2003-04シーズンはシーズンを通じて一度も負けることなくプレミアリーグ優勝（無敗優勝）を果たし、このチームは「インヴィンシブルズ（The Invincibles、無敵のチーム）」として讃えられた。無敗優勝はイングランドでプレストン・ノースエンド以来115年ぶりであり、優勝は最大のライバルトッテナムの当時の本拠地ホワイト・ハート・レーンで決定づけた。その後も49戦無敗を続け、この記録は未だに破られていない。カップ戦を含めた無敗は2007年4月9日から同年11月24日にかけての28試合である。1999-00シーズンにUEFAカップ準優勝、2002-03、2004-05シーズンにFAカップ優勝。2005-06にはクラブ史上初めてUEFAチャンピオンズリーグ決勝に進出したが、バルセロナに敗れて初優勝を逃した。
アーセナルはベンゲル指揮下の16シーズン中、8シーズンでリーグ優勝及び2位の座を獲得し、チームはフットボールリーグに代わって1993年に設立されたプレミアリーグで優勝を果たした7クラブ（マンチェスター・ユナイテッド、チェルシー、マンチェスター・シティ、ブラックバーン・ローヴァーズ、レスター、リヴァプール）のうちの一つとなった。

### エミレーツへの移転と無冠の時代（2000年代後半）
2006年6月、93年間使用したハイベリーに別れを告げ、エミレーツ・スタジアムへ移転した。こけら落しはアヤックスを招いて行われたデニス・ベルカンプの引退試合であった。
この時期のクラブ経営陣はエミレーツ・スタジアム建設に関わる負債の返済のために、チームの主力級の選手に対してチェルシーやマンチェスター・ユナイテッドといった他のビッグクラブで主力級の選手が得ているほどの高額な年俸の支払いを認めなかった上、たとえタイトルに恵まれない状況下でもトップレベルの実力と経験のある選手の獲得のために資金を投入しようとはしなかったため、タイトル獲得やより高い報酬を求めてクラブを去る主力選手が後を絶たなかった。このような理由でクラブを離れた選手には、ロビン・ファン・ペルシ、セスク・ファブレガス、アシュリー・コール、サミル・ナスリ、エマニュエル・アデバヨール、ガエル・クリシー、パトリック・ヴィエラ、アレクサンドル・フレブ、マチュー・フラミニらがいた。
2004-05シーズンにジョゼ・モウリーニョが監督に就任したチェルシーに得失点差で及ばずリーグ優勝を逃して以降、10シーズン以上もの間リーグで優勝できず、チェルシーやマンチェスター・ユナイテッド等の後塵を拝する形で次第に優勝争いから遠ざかる状況が常態化するようになっていった。またFAカップも2004-05の優勝以降、9年間タイトルに恵まれなかったほか、UEFAチャンピオンズリーグでは2005-06大会の決勝でバルセロナに敗れて以来決勝の舞台には立てておらず、中には決勝トーナメント一回戦で敗退する年すらあった。
このように2000年代中頃から2010年代初頭はクラブにおける低迷期とも言える時期であったが、同時に世代交代の時期でもあった。ティエリ・アンリ、ベルカンプ、ヴィエラ、ロベール・ピレス、ソル・キャンベル、フレドリック・ユングベリ、ヌワンコ・カヌ、ローレン・エタメ・マイヤーといった黄金時代を支えた選手達が去る中でクラブは急速に世代交代を進めていき、チームの中心はセスク・ファブレガス、ファン・ペルシー、トマーシュ・ロシツキー、アンドレイ・アルシャビン、トーマス・フェルマーレン、バカリ・サニャ、コロ・トゥーレ、ウィリアム・ギャラス、ナスリ、アデバヨール、フラミニといった選手が占めるようになっていった。若手を中心としたチームはポテンシャルを感じさせるプレーを度々見せたものの、精神面やパフォーマンスに安定を欠いていたためか内紛が多く、主力選手が他のビッグクラブへと去ることも多かった。この間もセオ・ウォルコットやアーロン・ラムジー、ジャック・ウィルシャー、ローラン・コシールニーなどはチームに留まり続け、その後のチームの屋台骨を支える選手として成長していった。
2010年に、当時高校生だった宮市亮が加入した。
2011年以後の補強の成功により、チームの戦力は徐々に充実していった。2011-12シーズンはセスク・ファブレガスが退団したが、ミケル・アルテタ、ヨッシ・ベナユンらを補強した。2011年にブレーメンから移籍して来たペア・メルテザッカーは、1年目は怪我に苦しんだものの、2012-13にはコシールニーとの息の合ったコンビネーションを見せた。2012-13シーズンはファン・ペルシーが退団したものの、マラガから加入したサンティ・カソルラが加入直後からチームにフィットしてチームの躍進を支えたほか、モンペリエからオリヴィエ・ジルーが加入して47試合に出場し17ゴールを記録した。

### 無冠の終焉とベンゲル退任（2011年-2018年）
エミレーツ・スタジアム建設に関わる負債の減少から緊縮財政が終わると、経済的理由による主力の放出は収まり、高額な移籍金のかかる選手の獲得にも乗り出せるようになる。
2013年9月2日にアーセナルは当時のクラブ史上最高の移籍金5000万ユーロでレアル・マドリードからメスト・エジルを獲得した。エジルはカソルラらと息の合ったコンビネーションを構築し、2年連続でUEFAチーム・オブ・ザ・イヤーに選出されるほどの卓越したパフォーマンスを披露した。このような補強の成功と戦力の増強が奏功し、チームは5月17日のFAカップ決勝にてハル・シティに逆転勝利を収めて優勝を果たし、アーセナルは9シーズンぶりにタイトル獲得の喜びをファンと分かち合った。
2014-15シーズンはバルセロナからでチリ代表のアレクシス・サンチェスを、ニースから2014 FIFAワールドカップで脚光を浴びたコロンビア代表のダビド・オスピナを、ニューカッスル・ユナイテッドからフランス代表のマテュー・ドゥビュシーなど6名を獲得するなど、積極的な補強を行った。コミュニティーシールドでは前季リーグ王者のマンチェスター・シティと対戦し3-0で勝利を収め、シーズン最初のタイトルを獲得した。リーグも安定した戦績を積み3位となったほか、FAカップで決勝でアストン・ヴィラに4-0で勝利を収め、2年連続でカップを制した。この優勝によりアーセナルのFAカップにおける優勝回数は12回となり、マンチェスター・ユナイテッドを単独で上回る歴代最多優勝チームとなった。
2015年7月30日、同じくロンドンを本拠地とするライバルのチェルシーからペトル・チェフを獲得。8月2日にコミュニティーシールドでそのチェルシーと対戦して1-0で勝利し、同大会の通算タイトル獲得数を14に伸ばした。2015-16シーズンは前半戦（19節）終了時点でリーグ首位に立っていたものの、最終的にレスターに抜かれ、2004-05シーズン以来の2位でシーズンを終えた。
2016-17シーズンは、ボルシアMGからグラニト・ジャカ、バレンシアからシュコドラン・ムスタフィ、デポルティーボ・ラ・コルーニャからルーカス・ペレスを獲得した。開幕戦こそリヴァプールに敗れたものの、チェルシーに勝利するなど調子は上向きであった。エジルが不調に陥り、サンチェスの個の力に依存するようになると徐々に順位を落とし、最終的に5位でシーズンを終え、チャンピオンズリーグ出場権を19シーズンぶりに逃した。同年のチャンピオンズリーグでもベスト16でバイエルンに2戦合計2-10で大敗した。FAカップでは決勝でチェルシーに2-1で勝ち、再び史上最多となる13回目の優勝を飾った。
2017-18シーズンは、夏の移籍市場でセアド・コラシナツ、アレクサンドル・ラカゼットを獲得したほか、長年に渡って維持してきたCL出場権を逃したことでフロント陣の大刷新が図られ、フィットネスコーチとしてAFLのチームからオーストラリア代表やリヴァプールで働いていたオーストラリア人ダレン・バージェスを引き抜いた。彼はアーセナルでは、メディカル、フィットネス、心理学、そしてパフォーマンス分析を任され、更にスポーツにおける法律関連の業務を取り扱う企業のディレクター職兼自転車ロードレースのチーム「チームスカイ」で法律顧問を務める弁護士ハス・ファミーを契約交渉担当として引き抜いた。2017年11月20日に約10年間ドルトムントに在籍し敏腕スカウトとして注目されていたスヴェン・ミスリンタットをスカウトとしては異例の移籍金を支払う形でスカウト部門の責任者として引き抜いた。同年11月28日、約15年間FCバルセロナのFDを務めていたラウル・サンレヒが2018年2月1日からサッカー部門責任者として就任することを発表した。トップチームのコーチにクラブOBのレーマンが就任した。入れ替わる形で約8年間に渡って交渉責任者を務めていたディック・ロウや約25年間に渡ってチーフスカウトを務めてきたスティーブ・ローリーが退任した。冬の市場ではオーバメヤンやサンチェスとトレードする形でムヒタリアンなど、ミスリンタットが古巣でスカウトした選手を立て続けに獲得した。スタッフ陣の大刷新も実らず、6位でシーズンを終え2季連続でCL出場権を逃したことで、2018年4月20日、22年間指揮したアーセン・ベンゲルの今季限りでの退任が発表された。

### ウナイ・エメリ時代（2018年-2019年）
2018年5月23日、ウナイ・エメリがアーセナルの22年ぶりの新監督として就任することが発表された。新加入選手はドルトムントからソクラティス・パパスタソプーロス、サンプドリアからルーカス・トレイラなど合わせて5名ほどとなっており刷新と言うほどにはならなかったが、監督交代などもあり昨季に続きスタッフ陣の刷新が行われ、昨季キャプテンを務めシーズン終了後に現役引退したメルテザッカーがアーセナルアカデミーの監督に就任したほか、同じくOBのユングベリが同アカデミーのヘッドコーチに就任した。しかし昨季コーチに就任したOBのレーマンは退団することが決まった。また同年12月1日付けで、約10年に渡りアーセナルのCEOを務めてきたイヴァン・ガジディスがACミランのCEOに就任することが発表された。後任としてラウル・サンレヒがフットボール部門のヘッドに、ヴィナイ・ヴェンカテシャムがマネージングディレクターに就任することになった。また、冬の移籍市場ではセビージャで指揮をとっていた時の教え子であるデニス・スアレスを、バルセロナから買い取りオプション付きでレンタルした。2019年4月1日のプレミアリーグ第32節ニューカッスル戦で2-0と勝利しリーグ戦ホーム10連勝を記録した。ホーム10連勝は21年ぶりのこととなった。だがアウェーでの戦績が昨シーズンよりは改善したものの依然として悪く(7勝4分け8敗でリーグ8位)、エクトル・ベジェリンなど負傷による長期離脱者も例年通り連発し、5位でシーズンを終えた。ELでは監督エメリがセビージャ時代に3連覇を成し遂げており、戦力的にも優勝候補筆頭だったが、決勝でライバル、チェルシーFCに1-4で大敗し準優勝。結果3季連続でCL出場権を逃すことになった。
2019年7月9日、ブラジル代表のジェネラルコーディネーターを務めいたOBのエドゥが新たな役職テクニカルディレクターに就任することが発表された。夏の移籍市場では例年通り厳しい予算制限の中、リールで昨シーズンブレイクしたニコラ・ペペをクラブ史上最高額となる8000万ユーロで獲得し、レアル・マドリードからダニ・セバージョスをレンタルで獲得。さらに、最終日に宿敵チェルシーからダヴィド・ルイスを獲得した他、セルティックからキーラン・ティアニーの獲得に成功した。一方で、ペトル・チェフが引退し、アーロン・ラムジーはユヴェントスに、主将のローラン・コシールニーもボルドーに、アレックス・イウォビはエヴァートンに移籍した。11月29日に、成績不振によりウナイ・エメリが解任され、フレドリック・ユングベリが暫定監督に就任した。

### ミケル・アルテタ時代（2019年-）
2019年12月20日、マンチェスター・シティでジョゼップ・グアルディオラのアシスタントコーチを務めていたクラブOBのミケル・アルテタが3年半契約で監督として正式就任することが発表された。2020年3月10日、2月27日にELで対戦したオリンピアコスFCのオーナーであるエヴァンゲロス・マリナキスが世界的に流行してた2019新型コロナウイルスに感染していることを自身のSNSで公表した。翌3月11日、この試合後に複数の選手がマリナキスと濃厚接触をしていたことから感染者との接触日から14日間は自宅待機という政府の方針に従い当該選手と近くに座っていた4人のスタッフが3月12日まで自宅待機となり、延期でこの日に組まれていたマンチェスター・シティFC戦が再び延期となった。さらに翌日の3月12日、監督のミケル・アルテタが2019新型コロナウイルスに感染したことが判明し、ファーストチームの選手全員とコーチ陣を含むかなり多くのアーセナル関係者がアルテタとの最後の接触日から14日間の自宅待機となった。プレミアリーグ公式は、数時間前に今後の試合は予定通り試合を行う旨の発表をしていたが、このアルテタの感染の発表を受けて3月13日の午前に緊急のクラブ会議を行った。その後も他のプレミアリーグチームの選手やスタッフから感染者や感染の疑いがある人物が続出し、3月13日にプレミアリーグは4月4日までイングランドのプロチームの試合全てを一時中断する決定をしたことを発表した。結局、2019-20シーズンは、25年ぶりにトップ6入りを逃し欧州カップ戦出場圏外となる8位でリーグ戦を終えた。しかし、シェフィールド・ユナイテッド（対戦時のリーグ順位8位）、マンチェスター・シティ（同2位）などリーグ戦で上位に位置していた難敵を倒して勝ち上がってFA杯決勝でチェルシーをオーバメヤンの2得点で逆転し最多優勝記録を伸ばす14回目の優勝を果たした。これにより2020-21シーズンのEL出場権を獲得した。また、アルテタは、監督として初のタイトル獲得となった。

#### 2020-21シーズン
夏の移籍市場では移籍志願した控えGKエミリアーノ・マルティネスの後釜にルナル・ルナルソンを獲得し、チェルシーを退団したウィリアンがフリーで加入、リーグ・アンからガブリエル・マガリャンイスとウィリアン・サリバという2人のCBを迎え入れ、最終日にアトレティコ・マドリードのトーマス・パーテイを契約解除金満額支払いで獲得した。一方、前述のマルティネスはアストン・ヴィラへ、ルーカス・トレイラがアトレティコ、ヘンリク・ムヒタリアンがローマ、アルテタとの衝突も噂されたマテオ・ゲンドゥージがヘルタ・ベルリンへ移籍。コミュニティーシールドではリヴァプール相手にPK戦の末勝利し、16回目の優勝を果たしたがリーグ戦では不調に陥り、欧州カップ戦圏外の順位に沈んだ。冬の移籍市場ではレアル・マドリードからマルティン・ウーデゴール、ブライトンからマシュー・ライアンをレンタルで獲得した。その一方で、アルテタの構想外となっていたエジルをフェネルバフチェへ、パパスタソプーロスをオリンピアコスへ、ムスタフィをシャルケへそれぞれ放出した。しかしチーム状況は思うように好転せず、最終的に2年連続の8位に終わった。またFAカップ、リーグカップ、ELでも敗退したことで25シーズンぶりに欧州カップ戦への出場権を失うことになった。

#### 2021-22シーズン
夏の移籍市場ではブライトンからベン・ホワイト、アンデルレヒトからアルベール・サンビ・ロコンガ、ベンフィカからヌーノ・タヴァレス、ボローニャから冨安健洋、シェフィールド・ユナイテッドからアーロン・ラムズデールを獲得。さらにレンタル期限満了となりレアル・マドリードに戻っていたウーデゴールも完全移籍で獲得するなど、大型補強を行った。一方、ウィリアンが契約解除の後コリンチャンスへ、ジョー・ウィロックがニューカッスルへ移籍し、ダヴィド・ルイスが退団した。またセバージョスがレンタル期限満了となったことでレアル・マドリードに戻った。
昇格組ブレントフォードとの対戦に敗れると、チェルシーとのロンドン・ダービーにも敗れ、更にはマンチェスター・シティに5-0で敗れ開幕3連敗、この間無得点9失点と最悪の出だしとなる。しかし、新加入GKのラムズデールやボローニャから加入したDF冨安らを起用すると調子が上向き、ノリッジ、バーンリーに勝利しトッテナム・ホットスパーとのノース・ロンドン・ダービーにも勝利。第3節終了時点では最下位であったがその後11勝2分3敗の好成績を残し、第19節の時点でCL出場権を得られる4位まで順位を上げるまでチーム状態が上向いた。しかし、4位（アーセナル）と5位（トッテナム）のCL権争い直接対決という形になったシーズン2度目のノース・ロンドン・ダービーで退場者を出し3-0で敗戦するなど終盤に失速し、最終的には5位でシーズンを終え、EL出場権を獲得することになった。また、シーズン中の2021年12月14日にはオーバメヤンが規律違反を理由に第16節サウサンプトン戦を前にし主将を剥奪され、後任にはシーズン終了までの暫定としてラカゼットがその座に就いた。

#### 2022-23シーズン
夏の移籍市場でラカゼットがフリーでオリンピック・リヨンに移籍するも、その後釜としてマンチェスター・シティよりガブリエル・ジェズスを獲得。同じくマンチェスター・シティのオレクサンドル・ジンチェンコやFCポルトのファビオ・ヴィエイラ、サンパウロFCのマルキーニョスを獲得、ASサンテティエンヌにレンタルされていたウィリアン・サリバが復帰した。長らく正守護神としてチームを支えたベルント・レノがフラムに移籍したほか、ヌーノ・タヴァレス、メイトランド=ナイルズ、ニコラ・ペペをローンで放出した。オーバメヤンの移籍後空白だったキャプテンには23歳のウーデゴールが就き、若きチームを象徴することとなった。
開幕戦のクリスタル・パレスとの試合に2-0で勝利すると第5節のアストン・ヴィラ戦まで全勝し、8月を首位で終えた。第6節のマンチェスター・ユナイテッドには1-3で敗れ失速するかと思われたものの、トッテナムとのダービーを制するなど第13節のサウサンプトン戦で引き分けるまでリーグ戦全勝、その後の3試合も勝利し2022 FIFAワールドカップによるリーグの中断に入った第16節終了時点で12勝1分1敗の勝ち点37で首位となった。ワールドカップ中断明け以降も好調は続き、同じく復調していたマンチェスター・ユナイテッドとの一戦では、試合終了間近のエディ・エンケティアの勝ち越しゴールにより重要な一戦を制した。19試合を終えた時点で勝ち点50に到達しており、これは無敗優勝したシーズンよりもハイペースで、特に好調ぶりが現れた第20節ノース・ロンドン・ダービーでは、9年ぶりのシーズンダブルを達成した。冬の移籍市場では、セドリック・ソアレス、サンビ・ロコンガ、マルキーニョスがローンに出され、トーマス・パーテイの控えであるモハメド・エルネニーの長期離脱に伴い、チェルシーのジョルジーニョを獲得した。その他にも、ブライトンのレアンドロ・トロサール、スペツィアのヤクブ・キヴィオルが加入した。その後、公式戦4試合勝利無しとマンチェスター・シティに首位を譲り失速したと思われたが、第24節アストン・ヴィラ戦後半アディショナルタイムに新加入のジョルジーニョがマルティネスのオウンゴールを誘い出し勝利して、再度首位に躍り出た。第26節AFCボーンマス戦では、開始直後に先制点をとられるも、後半ATラストプレーにてリース・ネルソンが劇的逆転弾を決め勝利した。ELでは、ラウンド16にてスポルティングCPにPK戦の末敗退するも、リーグ戦は連勝しマンチェスター・シティに8ポイント差をつけた。しかし、2位マンチェスター・シティも勢いは止まらず、第30節リヴァプール戦では、前半で2点リードするも後半リヴァプールペースとなり終了間際に同点弾を決められてしまい引き分けた。その後、不調のウェストハム、サウサンプトンFCに続けて引き分けを許し、1試合消化の少ない2位マンチェスター・Cとの勝ち点差は暫定「5」に縮まってしまう。天王山となったマンチェスター・シティ戦では、アーリング・ハーランドのプレミア歴代最多得点記録を含む4-1という大差の点差での敗北を喫した。これにより、当初の目標だったUEFAチャンピオンズリーグ出場権は達成したものの、自力優勝の可能性は消滅してしまった。優勝に負けられない状況となった第34節ビッグロンドン・ダービーでは前半から3点を奪い、5戦ぶりの白星をあげる。その後は、好調のニューカッスルに敵地で勝利するも次節ブライトン戦にて0-3の完敗を喫してしまい、逆転優勝に向けて痛恨の黒星となってしまった。そして第37節のノッティンガム・フォレスト戦に0-1で敗れ連敗を喫した。この結果、勝ち点差「4」の首位マンチェスターシティを残り1試合で逆転する事が不可能となり、19年ぶりの優勝を逃すこととなった。

## ユニフォーム
伝統的に赤地に白い袖を特徴としている。これはクラブが結成された1886年にノッティンガム・フォレストから贈られたシャツがきっかけとなって定着したものである。結成当初の選手であるフレッド・ビアズリーとモリス・ベイツは以前フォレストでプレーした経験があり、用具のなかったチームを助けてもらえないかとフォレストに頼んだ。それを受けて濃い赤のシャツとボールが贈られた。1933年、より鮮やかな赤色と白い袖に変更したのは当時の監督ハーバート・チャップマンである。白い袖を取り入れた背景には、白いシャツの上に赤いシャツを着たファンをハイベリーで見かけたという説や、ゴルフ仲間のトム・ウェブスターが似たような服を着ていたからという2つの説がある。
赤地に白袖のデザインを取り入れたユニフォームはその後欧州各地に伝わり、ACスパルタ・プラハ、ハイバーニアンFC、SCブラガなどのクラブがこのスタイルを採用した。そのために後者には "Os Arsenalistas" というニックネームがついている。
かつては選手全員が毎試合同じ袖（長袖か半袖のどちらか）のユニフォームを皆揃って着るように決まっていた。どちらを着て試合に出るかを決めるのはキャプテンの役目であり、この習慣は90年代初期のトニー・アダムスから始まったものとされる。

## ダービーマッチ
同じ北ロンドンに本拠を構えるクラブ同士としてトッテナム・ホットスパーFCとは激しいライバル関係にあり、サポーター同士のいがみ合いが強く両者の間には争いごとが絶えない。それをよく象徴するのがかつて同クラブから移籍してきたソル・キャンベルに対してトッテナムファンがユダと呼んだという出来事である。両チームの対戦はノース・ロンドン・ダービーと呼ばれ、マンチェスター・ダービー、マージーサイド・ダービーと並び、リーグの三大ダービーマッチの一つに数える。アーセナルはトッテナムに通算成績で大きく上回っている。なおリーグ戦順位は、1995-96から2015-16シーズンの間はアーセナルが上位を守っていたものの、2016-17から2021-22シーズンはトッテナムの後塵を拝していた。2022-23シーズン以降はアーセナルが上位に位置している。

また同じく長い歴史と伝統を持っているマンチェスター・ユナイテッドFCとも互いに強いライバル意識を持っていると言われている。

## サポーター
アーセナルのサポーターは「グーナー（Gooners）」と呼ばれており、由来は諸説あるが一般的にはクラブのニックネームの「ガナーズ（Gunners）」からきていると言われている。2022/2023シーズンよりホームゲーム試合前に「The Angel (North London Forever)」が演奏され、クラブのAnthemとして定着している。
日本人の著名人サポーターとして、フリーアナウンサーの西岡明彦、タレントのハリー杉山、笹木かおり、矢倉楓子、女優の松井玲奈などがいる。

## エピソード
- 1927年1月22日に行われたシェフィールド・ユナイテッド戦は、イングランドで初めてラジオで中継されたリーグ戦だった。また、1937年9月16日に行われたアーセナルのファーストチームとリザーブチームのエキシビションマッチは、サッカーの歴史上初めてテレビで中継された試合である。
- アルゼンチンにあるアルセナルのクラブ名の由来にもなっている[32]。提携・傘下クラブではなく尊敬の意味でクラブ名を使用されるこのような例は他にコロンビアのバルセロナ・デ・エクアドル、日本のFCみやぎバルセロナなど世界中に存在する。なお、日本にあるクラブのFC市川ガナーズは元々はアーセナルの日本スクールとして発足したが全世界からのスクール撤退のため、スクール生たちの受け皿として発足したクラブでガナーズはアーセナルの愛称から名づけられている[33]。
- 2014年1月、世界最大の会計事務所である『デロイト』が公表したデロイト・フットボール・マネー・リーグによると、2012-13シーズンのアーセナルのクラブ収入は2億8430万ユーロであり、世界第8位である。プレミアリーグではマンチェスター・ユナイテッド、マンチェスター・シティ、チェルシーに次ぐ第4位である[34]。
- ワールドカップ・ドイツ大会に、当時17歳の若さで、セオ・ウォルコットが選出された。イングランド国内外でサプライズ招集として注目を浴びたが、試合出場の機会は無かった。
- 就任当初は足りないところを外国人で補強するという方針を公言していたベンゲル監督だったが、その後はフランスやアフリカなどフランス語圏系の選手が大半を占めるようになり、彼らはベンゲルを含めて「フレンチ・コネクション」と呼ばれた。結果的にイングランド人選手の活躍の場が少ない状況が続き、特に2006-07シーズン開始時に、ピッチ上にイングランド人選手が全くいない試合が多くあったため、イングランド国内において外国人偏重チームと批判されることが多かった。この理由についてベンゲルはアーセナルが若手有望株を多く登用する方針であることを指摘した上で、「だがイングランドの若手選手を獲得しようとすると、他の国の選手に比べて値段が高い。そうなれば法律的に15歳から17歳の移籍金のかからない国の有望な若手選手に目を向けることが多くなるのは自然なことだ」とコメントしている。その後は、ホームグロウン制度[35]を満たす外国人選手の獲得は続いているものの、アカデミー出身のジャック・ウィルシャー、キーラン・ギブス、アレックス・イウォビに加えて、アーロン・ラムジーやオックスレイド＝チェンバレンなどの国内選手の台頭も見られるようになった。彼らは先述の「フレンチ・コネクション」に代わって「ブリティッシュ・コア」と呼ばれた。
- 国家による労働法・雇用法の違いを利用し、18歳未満の選手を無償で獲得する手法には各方面から批判が上がるが、法律上は問題はないのでむしろ各クラブのモラルの問題と見る声もある。その例として、2003年、16歳にしてFIFA U-17ワールドカップで得点王とMVPを獲得したセスク・ファブレガスは、アーセナルに17歳で移籍した[36]。
- バッキンガム宮殿におけるエリザベス2世主催のお茶会にサッカークラブとして初めて招待された。エミレーツ・スタジアムの落成式には女王が臨席する予定であったが、体調を崩していたため、夫のエディンバラ公フィリップが代理出席した。
- 1968年5月に来日し、当時のサッカー日本代表と3試合を行ったことがある[37]。結果はアーセナルの3勝[37]。釜本邦茂が出場している。
- 地元密着のための方策の一つとして、毎年ロンドン市と共同で子供向けに外国語学習教材を製作し配布している。教材には現役選手も多数登場するのが恒例。ちなみに2009年から川崎フロンターレが毎年製作している算数ドリルは、この教材に範を取って作られた[38]。
- 審判のマイク・ディーンとの相性の悪さは有名である。2015年時点で、2005年以降で他の審判員が担当した場合のアーセナルの勝率が62.31%なの対し、ディーン主審の場合は25.37%まで下がるというデータがある。ディーンは度々、アーセナルに不利な不可解なジャッジを行い物議を醸している。2012年2月のノース・ロンドン・ダービーにおいて、ディーンはトッテナムのゴールに喜ぶような仕草を見せ話題となった。2015年にはチェルシーとのダービーマッチにおいて一連の乱闘騒ぎがあったが、チェルシーのジエゴ・コスタの挑発行為や暴力行為が引き金となったにも関わらずアーセナルのガブリエウのみが退場となった。これに激怒したアーセナルサポーターは、同氏が二度とアーセナル戦で笛を吹かないよう署名運動を行った。また2017年12月のウェスト・ブロムウィッチ・アルビオン戦において、ディーンはカラム・チェンバースのハンドを取り相手にPKを与えた。この判定に激怒したベンゲルは、審判団の控室に乗り込んで主審を罵倒するなどした。FAは、この行為についてベンゲルに3試合のベンチ入り禁止と4万ポンドの罰金の処分を科した。しかし後日、ディーンはこの判定が誤りであったことを認めた。

## タイトル

### 国内タイトル
- プレミアリーグ：3回

1997-98, 2001-02, 2003-04
- フットボールリーグ：10回

1930-31, 1932-33, 1933-34, 1934-35, 1937-38, 1947-48, 1952-53, 1970-71, 1988-89, 1990-91
- FAカップ：14回

1929-30, 1935-36, 1949-50, 1970-71, 1978-79, 1992-93, 1997-98, 2001-02, 2002-03, 2004-05, 2013-14, 2014-15, 2016-17, 2019-20
- EFLカップ：2回

1986-87, 1992-93
- FAコミュニティ・シールド：17回

1930, 1931, 1933, 1934, 1938, 1948, 1953, 1991, 1998, 1999, 2002, 2004, 2014, 2015, 2017, 2020, 2023

### 国際タイトル
- UEFAカップウィナーズカップ：1回

1993-94
- インターシティーズ・フェアーズカップ：1回

1969-70

## 過去の成績
| シーズン | リーグ戦       | リーグ戦 | リーグ戦 | リーグ戦 | リーグ戦 | リーグ戦 | リーグ戦 | リーグ戦 | リーグ戦 | カップ戦     | リーグ杯     | 欧州カップ / その他                                | 欧州カップ / その他          | 最多得点者                                                       | 最多得点者 |
| シーズン | ディビジョン   | 試       | 勝       | 分       | 敗       | 得       | 失       | 点       | 順位     | カップ戦     | リーグ杯     | 欧州カップ / その他                                | 欧州カップ / その他          | 選手                                                             | 得点数     |
| -------- | -------------- | -------- | -------- | -------- | -------- | -------- | -------- | -------- | -------- | ------------ | ------------ | -------------------------------------------------- | ---------------------------- | ---------------------------------------------------------------- | ---------- |
| 1992-93  | プレミアリーグ | 42       | 15       | 11       | 16       | 40       | 38       | 56       | 10位     | 優勝         | 優勝         |                                                    |                              | イアン・ライト                                                   | 30         |
| 1993-94  | プレミアリーグ | 42       | 18       | 17       | 7        | 53       | 28       | 71       | 4位      | 4回戦敗退    | 4回戦敗退    | チャリティ・シールドカップウィナーズカップ         | 準優勝優勝                   | イアン・ライト                                                   | 35         |
| 1994-95  | プレミアリーグ | 42       | 13       | 12       | 17       | 52       | 49       | 51       | 12位     | 3回戦敗退    | 準々決勝敗退 | カップウィナーズカップUEFAスーパーカップ           | 準優勝                       | イアン・ライト                                                   | 30         |
| 1995-96  | プレミアリーグ | 38       | 17       | 12       | 9        | 49       | 32       | 63       | 5位      | 3回戦敗退    | 準決勝敗退   |                                                    |                              | イアン・ライト                                                   | 22         |
| 1996-97  | プレミアリーグ | 38       | 19       | 11       | 8        | 62       | 32       | 68       | 3位      | 4回戦敗退    | 4回戦敗退    | UEFAカップ                                         | 1回戦敗退                    | イアン・ライト                                                   | 30         |
| 1997-98  | プレミアリーグ | 38       | 23       | 9        | 6        | 68       | 33       | 78       | 1位      | 優勝         | 準決勝敗退   | UEFAカップ                                         | 1回戦敗退                    | デニス・ベルカンプ                                               | 22         |
| 1998-99  | プレミアリーグ | 38       | 22       | 12       | 4        | 59       | 17       | 78       | 2位      | 準々決勝敗退 | 4回戦敗退    | チャリティ・シールドチャンピオンズリーグ           | 優勝グループリーグ敗退       | ニコラ・アネルカ                                                 | 19         |
| 1999-00  | プレミアリーグ | 38       | 22       | 7        | 9        | 73       | 43       | 73       | 2位      | 4回戦敗退    | 4回戦敗退    | チャリティ・シールドチャンピオンズリーグUEFAカップ | 優勝グループリーグ敗退準優勝 | ティエリ・アンリ                                                 | 26         |
| 2000-01  | プレミアリーグ | 38       | 20       | 10       | 8        | 63       | 38       | 70       | 2位      | 準優勝       | 3回戦敗退    | チャンピオンズリーグ                               | 準々決勝敗退                 | ティエリ・アンリ                                                 | 22         |
| 2001-02  | プレミアリーグ | 38       | 26       | 9        | 3        | 79       | 36       | 87       | 1位      | 優勝         | 準々決勝敗退 | チャンピオンズリーグ                               | 2次グループリーグ敗退        | ティエリ・アンリ                                                 | 32         |
| 2002-03  | プレミアリーグ | 38       | 23       | 9        | 6        | 85       | 42       | 78       | 2位      | 優勝         | 3回戦敗退    | コミュニティ・シールドチャンピオンズリーグ         | 優勝2次グループリーグ敗退    | ティエリ・アンリ                                                 | 32         |
| 2003-04  | プレミアリーグ | 38       | 26       | 12       | 0        | 73       | 26       | 90       | 1位      | 準決勝敗退   | 準決勝敗退   | コミュニティ・シールドチャンピオンズリーグ         | 準優勝準々決勝敗退           | ティエリ・アンリ                                                 | 39         |
| 2004-05  | プレミアリーグ | 38       | 25       | 8        | 5        | 87       | 36       | 83       | 2位      | 優勝         | 準々決勝敗退 | コミュニティ・シールドチャンピオンズリーグ         | 優勝ベスト16                 | ティエリ・アンリ                                                 | 30         |
| 2005-06  | プレミアリーグ | 38       | 20       | 7        | 11       | 68       | 31       | 67       | 4位      | 4回戦敗退    | 準決勝敗退   | コミュニティ・シールドチャンピオンズリーグ         | 準優勝                       | ティエリ・アンリ                                                 | 33         |
| 2006-07  | プレミアリーグ | 38       | 19       | 11       | 8        | 63       | 35       | 68       | 4位      | 5回戦敗退    | 準優勝       | コミュニティ・シールドチャンピオンズリーグ         | 準優勝ベスト16               | ロビン・ファン・ペルシ                                           | 13         |
| 2007-08  | プレミアリーグ | 38       | 24       | 11       | 3        | 74       | 31       | 83       | 3位      | 5回戦敗退    | 準決勝敗退   | チャンピオンズリーグ                               | 準々決勝敗退                 | エマニュエル・アデバヨール                                       | 30         |
| 2008-09  | プレミアリーグ | 38       | 20       | 12       | 6        | 68       | 37       | 72       | 4位      | 準決勝敗退   | 準々決勝敗退 | チャンピオンズリーグ                               | 準決勝敗退                   | ロビン・ファン・ペルシ                                           | 20         |
| 2009-10  | プレミアリーグ | 38       | 23       | 6        | 9        | 83       | 41       | 75       | 3位      | 4回戦敗退    | 準々決勝敗退 | チャンピオンズリーグ                               | 準々決勝敗退                 | セスク・ファブレガス                                             | 19         |
| 2010-11  | プレミアリーグ | 38       | 19       | 11       | 8        | 72       | 43       | 68       | 4位      | 準々決勝敗退 | 準優勝       | チャンピオンズリーグ                               | ベスト16                     | ロビン・ファン・ペルシ                                           | 22         |
| 2011-12  | プレミアリーグ | 38       | 21       | 7        | 10       | 74       | 49       | 70       | 3位      | 5回戦敗退    | 準々決勝敗退 | チャンピオンズリーグ                               | ベスト16                     | ロビン・ファン・ペルシ                                           | 37         |
| 2012-13  | プレミアリーグ | 38       | 21       | 10       | 7        | 72       | 37       | 73       | 4位      | 5回戦敗退    | 準々決勝敗退 | チャンピオンズリーグ                               | ベスト16                     | セオ・ウォルコット                                               | 21         |
| 2013-14  | プレミアリーグ | 38       | 24       | 7        | 7        | 68       | 41       | 79       | 4位      | 優勝         | 4回戦敗退    | チャンピオンズリーグ                               | ベスト16                     | オリヴィエ・ジルー                                               | 22         |
| 2014-15  | プレミアリーグ | 38       | 22       | 9        | 7        | 71       | 36       | 75       | 3位      | 優勝         | 3回戦敗退    | コミュニティ・シールドチャンピオンズリーグ         | 優勝ベスト16                 | アレクシス・サンチェス                                           | 25         |
| 2015-16  | プレミアリーグ | 38       | 20       | 11       | 7        | 65       | 36       | 71       | 2位      | 準々決勝敗退 | 3回戦敗退    | コミュニティ・シールドチャンピオンズリーグ         | 優勝ベスト16                 | オリヴィエ・ジルー                                               | 24         |
| 2016-17  | プレミアリーグ | 38       | 23       | 6        | 9        | 77       | 44       | 75       | 5位      | 優勝         | 準々決勝敗退 | チャンピオンズリーグ                               | ベスト16                     | アレクシス・サンチェス                                           | 30         |
| 2017-18  | プレミアリーグ | 38       | 19       | 6        | 13       | 74       | 51       | 63       | 6位      | 3回戦敗退    | 準優勝       | コミュニティ・シールドヨーロッパリーグ             | 優勝準決勝敗退               | アレクサンドル・ラカゼット                                       | 17         |
| 2018-19  | プレミアリーグ | 38       | 21       | 7        | 10       | 73       | 51       | 70       | 5位      | 4回戦敗退    | 準々決勝敗退 | ヨーロッパリーグ                                   | 準優勝                       | ピエール＝エメリク・オーバメヤン                                 | 31         |
| 2019-20  | プレミアリーグ | 38       | 14       | 14       | 10       | 56       | 48       | 56       | 8位      | 優勝         | 4回戦敗退    | ヨーロッパリーグ                                   | ベスト32                     | ピエール＝エメリク・オーバメヤン                                 | 29         |
| 2020-21  | プレミアリーグ | 38       | 18       | 7        | 13       | 55       | 39       | 61       | 8位      | 4回戦敗退    | 準々決勝敗退 | コミュニティ・シールドヨーロッパリーグ             | 優勝準決勝敗退               | アレクサンドル・ラカゼット                                       | 17         |
| 2021-22  | プレミアリーグ | 38       | 22       | 3        | 13       | 61       | 48       | 69       | 5位      | 3回戦敗退    | 準決勝敗退   |                                                    |                              | ブカヨ・サカ                                                     | 12         |
| 2022-23  | プレミアリーグ | 38       | 26       | 6        | 6        | 88       | 43       | 84       | 2位      | 4回戦敗退    | 3回戦敗退    | ヨーロッパリーグ                                   | ベスト16                     | マルティン・ウーデゴール ガブリエウ・マルティネッリ ブカヨ・サカ | 15         |
| 2023-24  | プレミアリーグ | 38       | 28       | 5        | 5        | 91       | 29       | 89       | 2位      | 3回戦敗退    | 4回戦敗退    | コミュニティ・シールドチャンピオンズリーグ         | 優勝準々決勝敗退             | ブカヨ・サカ                                                     | 20         |
| 2024-25  | プレミアリーグ | 38       |          |          |          |          |          |          | 2位      | 3回戦敗退    | 準決勝敗退   | チャンピオンズリーグ                               | 準決勝敗退                   | 不明の旗                                                         |            |

## スタジアム

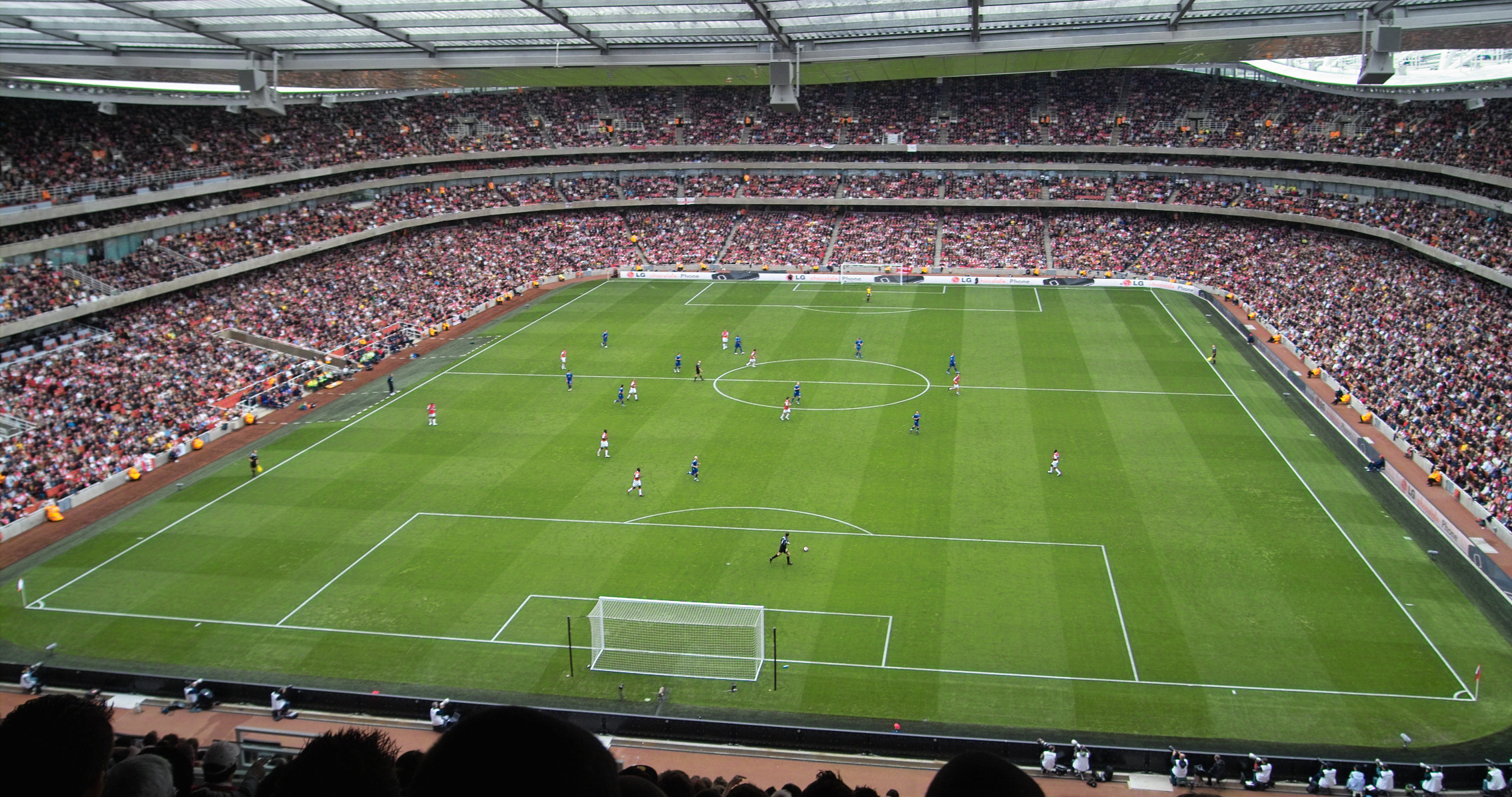
エミレーツ・スタジアムのグラウンド

長らくホームスタジアムとして有名だったハイベリー（1913年に建設）から、2006年7月にエミレーツ・スタジアムに移転した。スタジアム名はアラブ首長国連邦の航空会社であるエミレーツ航空がネーミングライツを獲得したことによるもので、その契約内容は15年で1億ポンドと巨額なものとなっている。なお、使用されなくなったハイベリーの跡地にはスタンドの一部を残して高級アパートが建設された。2007年から夏にエミレーツ・カップと呼ばれるプレシーズントーナメントが開催されている。2日間で行われる。UEFAチャンピオンズリーグなど、UEFA主催試合の場合はUEFAの規定によりアーセナル・スタジアムの名称になる。

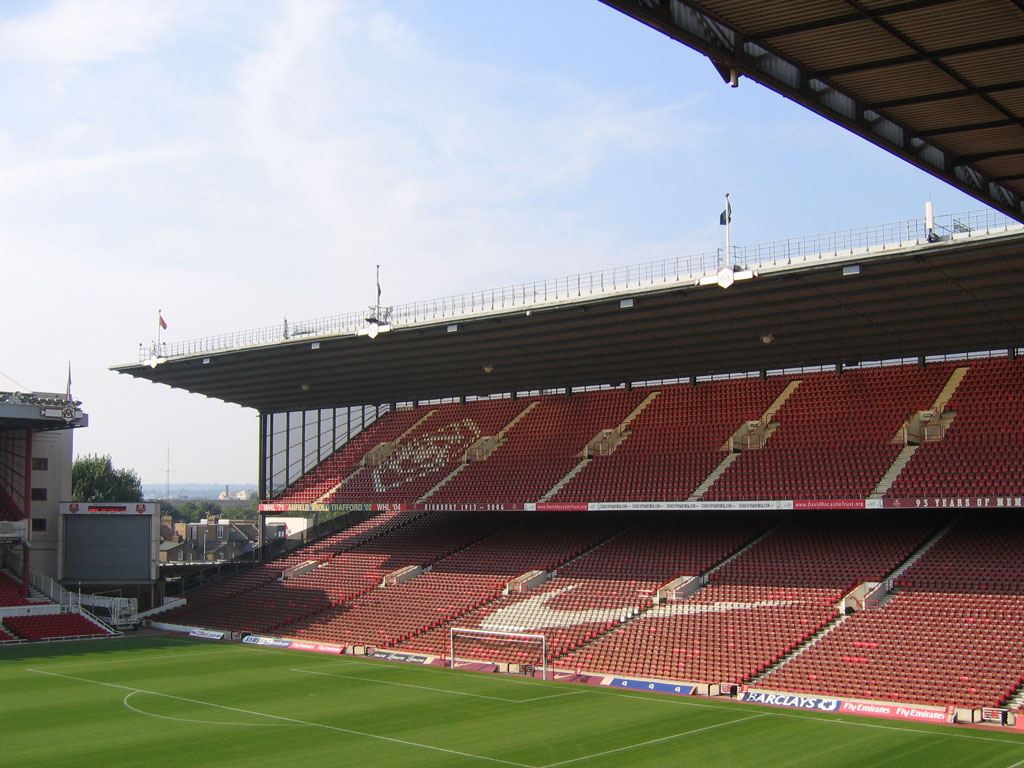
旧本拠地であるハイベリー

アーセナルの歴代使用スタジアムは以下の通りである。

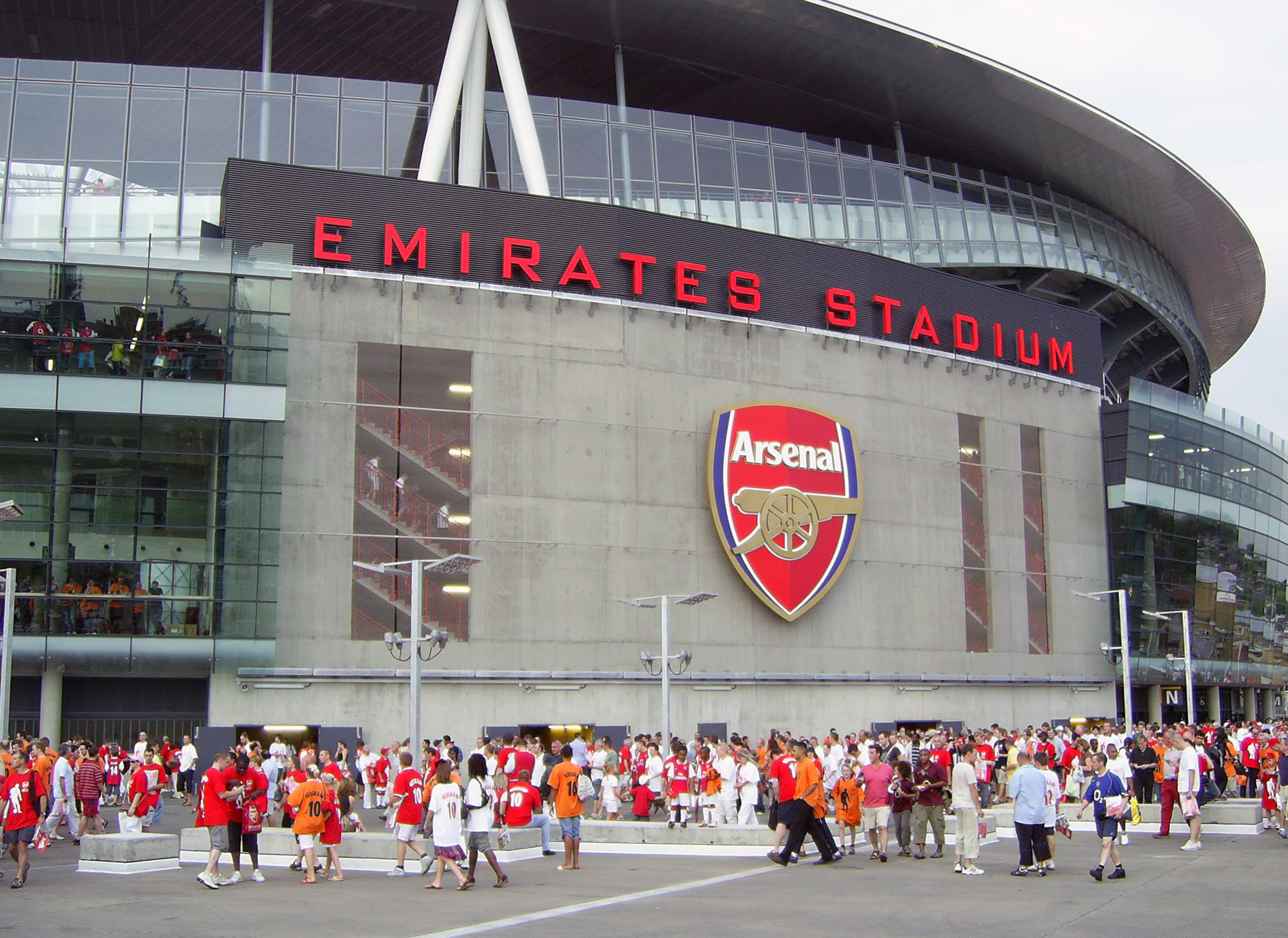
現在の本拠地エミレーツ・スタジアム

- 1885年8月1日 - 1887年7月31日：プラムステッド・コモン
- 1887年8月1日 - 1888年7月31日：スポーツマン・グラウンド
- 1888年8月1日 - 1890年7月31日：メイナー・グラウンド
- 1890年8月1日 - 1893年7月31日：インビクタ・グラウンド
- 1893年8月1日 - 1913年7月31日：メイナー・グラウンド
- 1913年8月1日 - 2006年5月7日：ハイベリー
- 2006年7月22日 - エミレーツ・スタジアム

## 現所属メンバー
プレミアリーグ 2024-25シーズン 基本フォーメーション（4-3-3）
2025年7月27日現在
注：選手の国籍表記はFIFAの定めた代表資格ルールに基づく。
| No. | Pos. |              | 選手名                          |
| --- | ---- | ------------ | ------------------------------- |
| 1   | GK   | スペイン     | ダビド・ラヤ ★                  |
| 2   | DF   | フランス     | ウィリアン・サリバ ()★          |
| 3   | DF   | スペイン     | クリスティアン・モスケラ ()☆    |
| 4   | DF   | イングランド | ベン・ホワイト ★                |
| 6   | DF   | ブラジル     | ガブリエウ・マガリャンイス      |
| 7   | FW   | イングランド | ブカヨ・サカ ()★                |
| 8   | MF   | ノルウェー   | マルティン・ウーデゴール        |
| 9   | FW   | ブラジル     | ガブリエウ・ジェズス (副主将)   |
| 11  | FW   | ブラジル     | ガブリエウ・マルティネッリ () ★ |
| 12  | DF   | オランダ     | ユリエン・ティンバー ()         |
| 13  | GK   | スペイン     | ケパ・アリサバラガ              |
| 14  | FW   | スウェーデン | ヴィクトル・ギェケレシュ        |
| 15  | DF   | ポーランド   | ヤクブ・キヴィオル              |
| 16  | MF   | デンマーク   | クリスティアン・ノアゴール      |
| 17  | DF   | ウクライナ   | オレクサンドル・ジンチェンコ    |

| No. | Pos. |              | 選手名                          |
| --- | ---- | ------------ | ------------------------------- |
| 19  | FW   | ベルギー     | レアンドロ・トロサール          |
| 20  | FW   | イングランド | ノニ・マドゥエケ ★              |
| 21  | MF   | ポルトガル   | ファビオ・ヴィエイラ            |
| 22  | FW   | イングランド | イーサン・ヌワネリ ()★☆         |
| 23  | MF   | スペイン     | ミケル・メリーノ                |
| 24  | FW   | イングランド | リース・ネルソン                |
| 28  | MF   | ベルギー     | アルベール・サンビ・ロコンガ    |
| 29  | MF   | ドイツ       | カイ・ハフェルツ                |
| 31  | GK   | エストニア   | カール・ヤコブ・ハイン ★        |
| 33  | DF   | イタリア     | リッカルド・カラフィオーリ      |
| 36  | MF   | スペイン     | マルティン・スビメンディ        |
| 41  | MF   | イングランド | デクラン・ライス ()★            |
| 49  | DF   | イングランド | マイルズ・ルイス＝スケリー ()★☆ |

※括弧内の国旗はその他の保有国籍を、★はホーム・グロウン選手、☆は21歳以下の選手を示す。
監督
- ミケル・アルテタ

### ローン移籍
in
注：選手の国籍表記はFIFAの定めた代表資格ルールに基づく。
| No. | Pos. |  | 選手名 |
| --- | ---- |  | ------ |

out
注：選手の国籍表記はFIFAの定めた代表資格ルールに基づく。
| No. | Pos. |  | 選手名 |
| --- | ---- |  | ------ |